# The Anxiety of Influence
The Anxiety of Influence: A Theory of Poetry —en català traduïble com 'l'ansietat de la influència: una teoria de la poesia'— és una obra del crític literari estatunidenc Harold Bloom. Va ser publicada per primer cop l'any 1973 com el primer d'una sèrie de llibres que pretenien una nova forma de crítica "revisionista" o "antitètica" envers la teoria del moment, molt influïda per Sigmund Freud i centrada en la tensió entre l'obra individual i la tradició. La tesi central de Bloom és que els poetes es veuen afectats per la relació ambigua que mantenen amb els seus predecessors. Tota creació ha de provenir d'una mala interpretació d'una obra anterior. Tot i que considera a banda la influència de l'experiència extraliterària en l'obra d'un poeta, el que anomena "el poeta dins del poeta" seria inspirat primàriament per la lectura d'obres d'altres autors, i la seva pròpia creació en derivaria. Perquè Bloom valora primàriament l'impuls creatiu original, considera la derivació un afebliment respecte de la tradició. El poeta ha de crear una visió original en si mateixa per garantir-se la supervivència en allò que anomenem la posteritat i no ser oblidat. La influència del precursor produeix un sentit d'angoixa, que és considerat no tant com a problema psicològic sinó com a relació de lluita creativa o agon.
En l'exposició del problema de la relació entre aquells autors precedents que constitueixen el corpus de la tradició (o cànon), hi intervé quelcom de semblant als mecanismes de defensa que descriu Freud, mentre que Bloom defineix els tipus de relació fent servir els trops de la retòrica clàssica. Es divideix en les següents categories: clinamen, tessera, kenosi, demonització, ascesi, i apofrades. També hi descriu la "deslectura" (misreading en anglès), el procés complicat que defineix la relació entre l'autor original i els seus descendents en l'acte de la lectura. Llegir, o "desllegir", és un acte creatiu i per força no del tot lliure, ja que hi intervé aquesta ansietat de la influència. D'aquesta pugna sorgeix la literatura. Bloom, posteriorment defensor de l'existència d'un cànon occidental d'obres superiors a d'altres, ja defensa en aquesta obra un criteri per definir la superioritat literària a partir de la força creativa original.

## Revisió de la teoria
Si més no, el problema de la influència no escaparia a l'existència de condicionants historicoculturals. Harold Bloom, en un principi, l'anomena com un fenomen datable des de la Il·lustració. Com a teòric de la literatura especialitzat en el romanticisme, exemplifica la seva especulació sobretot a partir dels poetes d'aquest període, tot i que hi inclou tant autors de la literatura clàssica com poetes actuals: Wallace Stevens o John Ashbery. Posteriorment en la seva carrera, com el pròleg afegit a les noves edicions de L'ansietat de la influència revela, l'autor considera que ja es pot trobar en autors anteriors, com es pot veure en l'agon entre Christopher Marlowe i William Shakespeare.

## Categories desenvolupades en el llibre
- Clinamen, un terme que té origen en el moviment caòtics dels àtoms en la teoria de Lucreci, ve a representar un moviment violent de fugida del precursor, o la "deslectura pròpiament dita". Pot ser un moviment correctiu respecte d'un original del qual el nou autor es vol desviar.
- Tessel·la, "completesa i antítesi". El nom prové de les peces dels mosaics, si bé la idea de Harold Bloom és la de reconstrucció d'una obra sencera, o del seu sentit, a partir de només un dels seus fragments. És "antitètica" en el sentit que representa finalment una oposició respecte del precursor. Per a Bloom, aquest precursor no hauria arribat prou lluny, si bé el nou autor potser en manté el sentit.
- La kenosi és un tipus de desviament semblant als mecanismes de defensa que Sigmund Freud descriu com a mecanismes de la psique contra compulsions de repetició. La kenosi literària seria la pugna contra no seguir el precursor.
- La demonització, o "contrasublim" és una oposició definitiva del sentit de sublim del precursor, creant un nou sublim. La força creativa del precursor és usada en la seva contra, eliminant-ne les característiques o allò que convertia la seva obra en rellevant.
- L'ascesi és "el moviment d'autopurgació", una neteja de la seva influència, "romandre sol" com un asceta literari.
- Apofrades és descrit com "el retorn dels morts". En la tradició grega, definia els dies d'infortuni quan els avantpassats morts tornaven als llocs que havien habitat. En la teoria de Bloom, la voluntat de solipsisme del nou creador resulta una càrrega massa forta per suportar, de manera que recorre a un contrast o mirall respecte a l'obra del precursor. De vegades, resulta en allò que s'anomena sinistre (unheimlich o uncanny) com a font estètica.[4]